# 8 нових побачень
«8 нових побачень» (рос. 8 новых свиданий) — українсько-російський романтично-комедійний фільм, знятий російським режисером Марюсом Вайсбергом та вироблений Студією «Квартал-95». Фільм є продовженням стрічки «8 перших побачень» (2012).
Обмежене прев'ю стрічки в Україні відбулося 25 грудня 2014. В широкий український прокат стрічка вийшла 1 січня 2015.

## У ролях
- Володимир Зеленський
- Оксана Акіньшина
- Михайло Галустян
- Поліна Максимова
- Сергій Шнуров
- Віктор Васільєв

## Синопсис
Віра та Микита одружені 3 роки. У розпал чергової радісної сварки вони обмінюються категоричними думками про те, якими мають бути «нормальний чоловік» і «хороша дружина». І наступного ранку… кожен прокидається з «ідеальною половинкою». У Нікіти дружина-білявка з третім розміром, яка добре готує; у Віри турботливий чоловік-бізнесмен, що сам купує до сніданку її улюблені круасани. З ким жити краще, з коханим або ідеальним? Будьте обережні з бажаннями — іноді вони збуваються!